# Valle Encantado (Cabimas)
Valle Encantado es uno de los sectores que conforman la ciudad de Cabimas en el estado Zulia (Venezuela), pertenece a la parroquia San Benito. 

## Ubicación
Se encuentra entre los sectores Federación II al norte, un terreno baldío al este, el barrio Santa Rosa al sur (callejón democracia) y los sectores 1.º de Enero y San Benito al oeste (av 42).

## Zona Residencial
Valle encantado es uno de los sectores nuevos de Cabimas, por lo que aún se encuentra en fase de crecimiento y consolidación.

## Vialidad y Transporte
Sus calles principales son la Av 32 y el callejón democracia, el sector posee varias calles internas.